# Мешок Иолшина
Мешок Иолшина — мешок из пропитанной придающим водонепроницаемость составом парусины размером 1,5 на 0,8 метра, используемый для упаковки снаряжения кавалериста при водных переправах.
Использовался российскими военными в Первую мировую и Гражданскую войны. Предусмотрены кожаные петли для увязки верёвкой и привязывания к артиллерийским орудиям или тачанкам. Свободное место должно было заполняться соломой или сеном. Способность мешков Иолшина держаться на воде позволяла использовать их и для переправы людей.